# Chinochthamalus scutelliformis
Chinochthamalus scutelliformis is een zeepokkensoort uit de familie van de Chthamalidae. De wetenschappelijke naam van de soort is voor het eerst geldig gepubliceerd in 1854 door Darwin.